# Argyrodes maculiger
Argyrodes maculiger là một loài nhện trong họ Theridiidae.
Loài này thuộc chi Argyrodes. Argyrodes maculiger được Embrik Strand miêu tả năm 1911.